# Вентиляційне навантаження
Вентиляційне навантаження (рос. вентиляционная нагрузка, англ. vent loading, нім. Wetterbedingungensfaktor) — комплексний параметр, що характеризує необхідну ступінь розрідження газів (у гірничих виробках), приведений до умовного оксиду вуглецю.
Розрізняють початкове і допустиме В.н. Початкове В.н. — дорівнює загазованому об'єму, який припадає на 1 кг ВР безпосередньо після вибуху, коли концентрація газів у цьому об'ємі обумовлюється тільки вибухом ВР, а дія вентиляції ще не проявилася. Допустиме В.н. дорівнює об'єму, в якому після вибуху 1 кг ВР утворюються такі концентрації шкідливих газів, при яких їх дія на організм людини протягом заданого проміжку часу є безпечною. У вугільних і сланцевих шахтах допустима об'ємна концентрація оксиду вуглецю становить 0,008 % (0,00008 м3/м3). Якщо при вибуху 1 кг ВР в перерахунку на умовний оксид вуглецю утворюється 40 л газів, то тоді допустиме В.н. В = 0,04·0,00008 = 500 м3/кг.